# Jackson-Magnolie
Die Jackson-Magnolie war ein alter Magnolien-Baum im Garten des Weißen Hauses in Washington, D.C., der 2025 gefällt wurde.

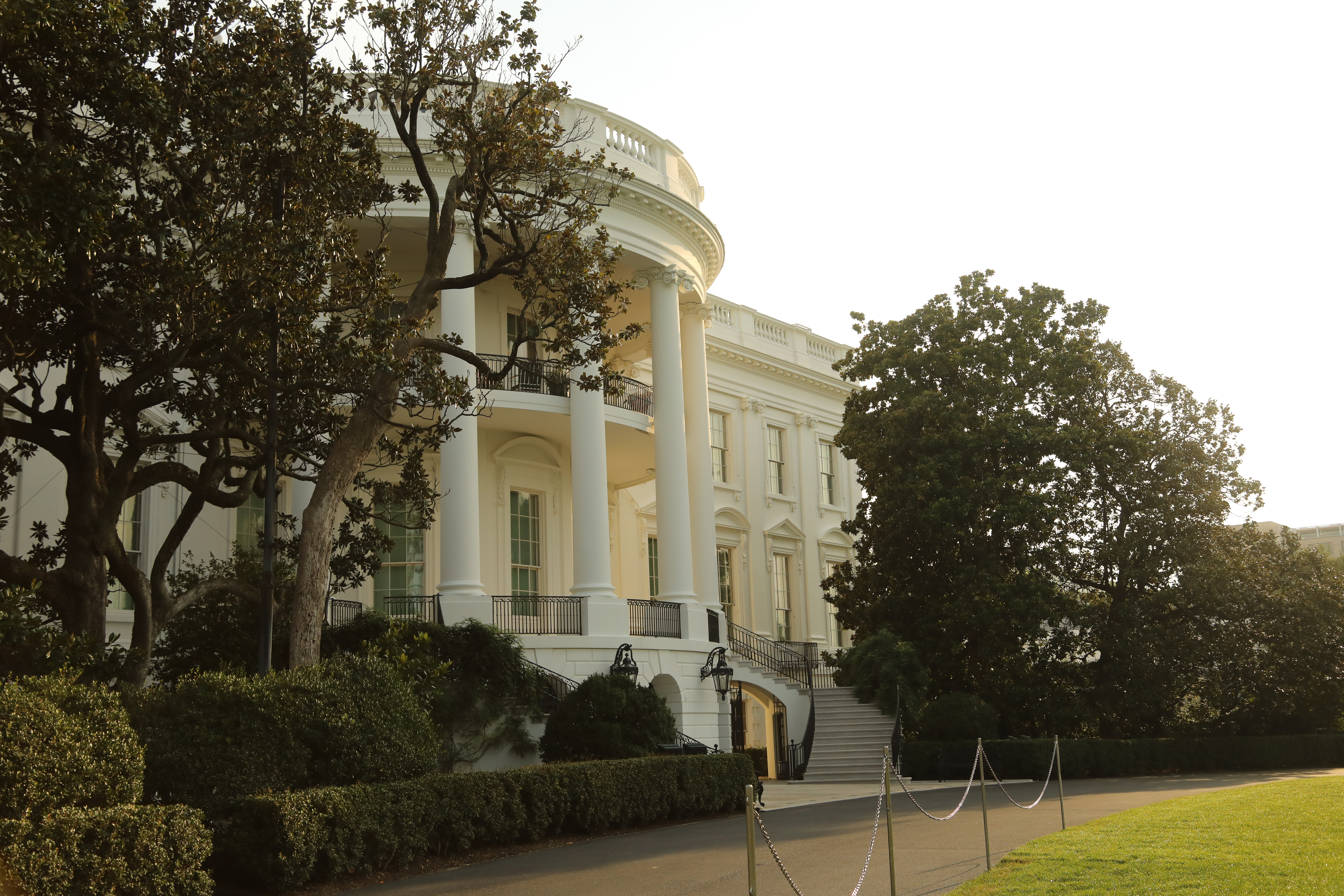
Jackson-Magnolie in der linken Bildhälfte

## Beschreibung
Diese Magnolie, auf Englisch Jackson Magnolia, stand im Garten des Weißen Hauses, dem Amtssitz des US-Präsidenten, in unmittelbarer Nähe zum Oval Office in dem Gebäude. Es handelte sich um eine alte Pflanze. Zu den biologischen Eigenschaften der Pflanzenart siehe unter Immergrüne Magnolie.

## Geschichte
Sie wurde vor etwa 200 Jahren im Auftrag des Präsidenten Andrew Jackson gepflanzt. Jackson war von 1829 bis 1837 der siebte Präsident der Vereinigten Staaten.

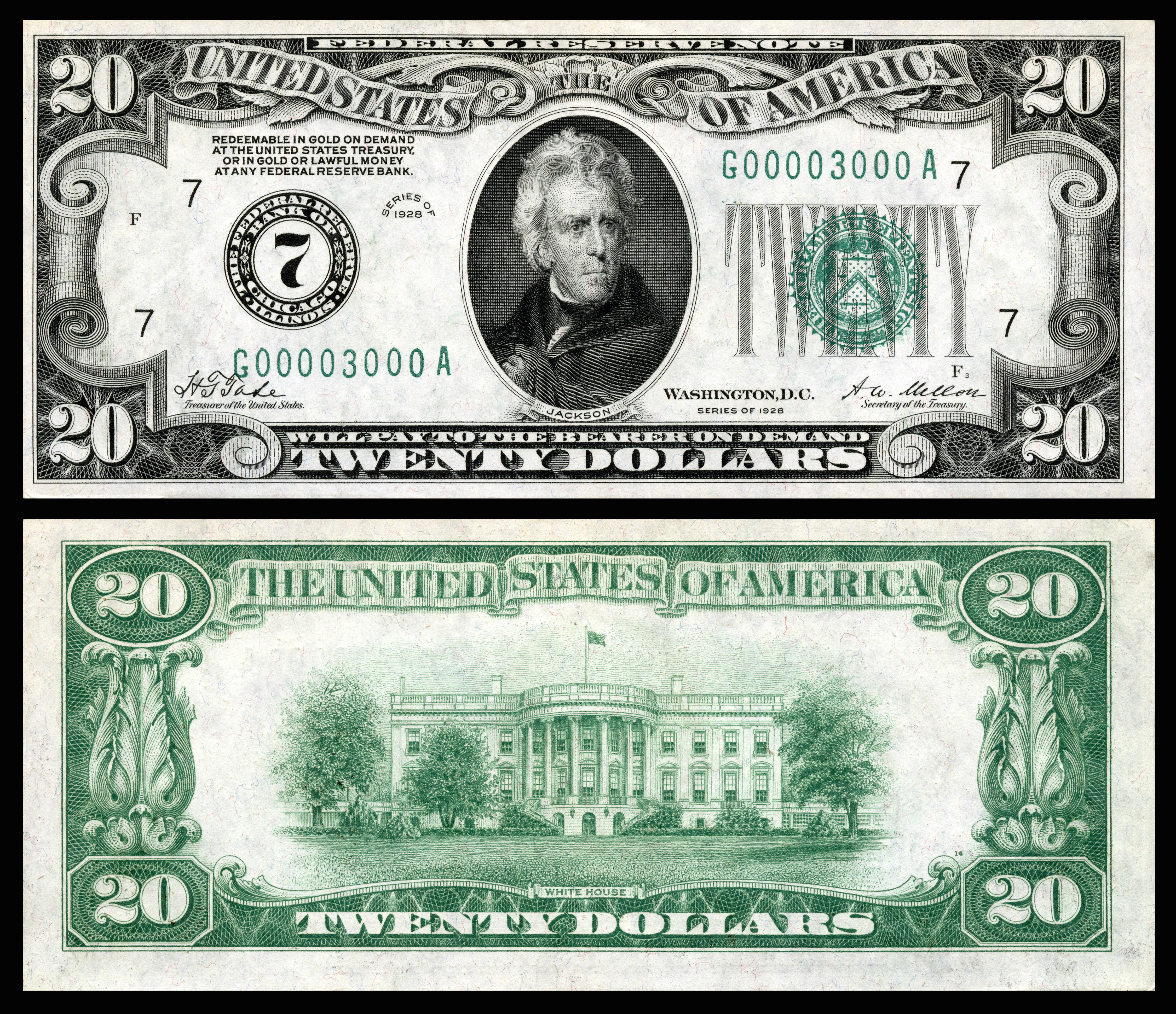
20 $-Serie 1928 small-size – Auf der Rückseite eines Jackson-Scheins das Weiße Haus und die Jackson Magnolia

Die Magnolie war auch auf einer von 1928 bis ca. 1950 im Umlauf befindlichen 20-Dollar-Note mit dem Kopf des 7. Präsidenten zu sehen.

## Heutige Situation
Über die Anordnung des 47. Präsidenten der USA, Donald Trump, den Baum zu fällen, wurde 2025 weltweit berichtet. Experten hatten bisher jahrelang alles daran gesetzt, um die kränkelnde Magnolie zu retten, die bisher zahlreiche US-Präsidenten überdauert hat. Als Grund für die Anordnung wird angegeben, dass fachkundige Mitarbeiter des Weißen Hauses die Befürchtung geäußert haben, dass der Baum umfalle, wenn zum Beispiel der Hubschrauber des Präsidenten in der Nachbarschaft des Baums abhebe. Dabei hatte sich Trump schon in seiner ersten Präsidentenamtszeit über den Baum geäußert.